# Tansi! Nehiyawetan
Tansi! Nehiyawetan est une émission de télévision éducative canadienne, créée par la réalisatrice amérindienne Loretta Todd (en) et diffusée depuis 2009 sur la chaîne de télévision APTN. Elle a pour vocation d'enseigner les rudiments de la langue amérindienne Cri aux enfants, à travers des reportages sur des personnalités et la culture Cris, la plus grande nation amérindienne du Canada. Le programme dure trente minutes. Il comporte trois saisons.
L'émission est animée par Joséphine Small, accompagnée des deux enfants, Kai Todd-Darell et Kayla Dakis.